# Estación de Wolfstee
La estación de Wolfstee es una estación de tren belga situada en Grobbendonk, en la provincia de Amberes, región Flamenca.
Pertenece a la línea  de S-Trein Antwerpen.

## Situación ferroviaria
La estación se encuentra en la línea línea 15 (Amberes-Hasselt).

## Intermodalidad
| Wolfstee Station                                                                             |                     |
| Autobuses de Amberes                                                                         |                     |
| -------------------------------------------------------------------------------------------- | ------------------- |
| \| Línea \| Recorrido \| \| ----- \| ------------------- \| \| 159 \| Industrie ↔ Station \| |                     |
| Línea                                                                                        | Recorrido           |
| 159                                                                                          | Industrie ↔ Station |